# Deuxième circonscription de Saint-Quentin (1889-1919)
Pour les articles homonymes, voir Deuxième circonscription de Saint-Quentin.
La deuxième circonscription de Saint-Quentin est une ancienne circonscription législative de l'Aisne sous la Troisième République de 1889 à 1919.

## Description géographique et démographique
La 1re circonscription de Saint-Quentin regroupe l'ensemble de l'arrondissement sauf le chef-lieu de l'arrondissement, Moÿ et Ribemont. Elle était l'une des 8 circonscriptions législatives du département de l'Aisne. Elle reprend les contours de l'ancienne 2e circonscription de Saint-Quentin de 1875 à 1885. 
Elle regroupait les divisions administratives suivantes : le canton de Bohain, le canton du Catelet, le canton de Saint-Simon et le Vermand. 
La loi du 12 juillet 1919 supprime les circonscriptions du département avec l'instauration du scrutin de liste avec représentation proportionnelle.
La circonscription est recrée dans une nouvelle limite en 1927 par la loi du 21 juillet 1927.

## Historique des députations
| Législature       | Début            | Fin             | Député            | Parti / Idéologie | Parti / Idéologie          | Observation                                                                                 |
| ----------------- | ---------------- | --------------- | ----------------- | ----------------- | -------------------------- | ------------------------------------------------------------------------------------------- |
| Ve législature    | 12 novembre 1889 | 24 mars 1893    | Ernest Desjardins |                   | Conservateur révisionniste | Agriculteur Décédé en cours de mandat                                                       |
| Ve législature    | 18 juin 1893     | 14 octobre 1893 | Jules Desjardins  |                   | Républicain libéral        | Frère du précédent et maire de Remaucourt Élu lors d'une élection partielle le 18 juin 1893 |
| VIe législature   | 15 octobre 1893  | 31 mai 1898     | Jules Desjardins  |                   | Républicains progressistes | Maire de Remaucourt                                                                         |
| VIIe législature  | 1er juin 1898    | 31 mai 1902     | Jules Desjardins  |                   | Républicains progressistes | Maire de Remaucourt                                                                         |
| VIIIe législature | 1er juin 1902    | 31 mai 1906     | Jules Desjardins  |                   | Action libérale            | Maire de Remaucourt                                                                         |
| IXe législature   | 1er juin 1906    | 31 mai 1910     | Jules Desjardins  |                   | Action libérale            | Maire de Remaucourt                                                                         |
| Xe législature    | 1er juin 1910    | 31 mai 1914     | Jules Desjardins  |                   | Action libérale            | Maire de Remaucourt                                                                         |
| XIe législature   | 1er juin 1914    | 7 décembre 1919 | Olivier Deguise   |                   | SFIO                       | Journaliste                                                                                 |

## Historique des résultats

### Élections de 1889
Les élections législatives françaises de 1889 ont eu lieu le 22 septembre et le 6 octobre 1889.
|                | Jules Desjardins                | Conservateur   | 7 846  | 55,69  |  |  |
|                | Charles-Désiré Mariolle-Pinguet | Républicain    | 5 499  | 39,03  |  |  |
|                | M. Langrand                     | Socialiste     | 743    | 5,27   |  |  |
|                |                                 |                |        |        |  |  |
| Inscrits       | Inscrits                        | Inscrits       | 18 762 | 100,00 |  |  |
| Abstentions    | Abstentions                     | Abstentions    | 4 255  | 22,68  |  |  |
| Votants        | Votants                         | Votants        | 14 507 | 77,32  |  |  |
| Blancs et nuls | Blancs et nuls                  | Blancs et nuls | 419    | 2,89   |  |  |
| Exprimés       | Exprimés                        | Exprimés       | 14 088 | 97,11  |  |  |

### Élections de 1893
Les élections législatives françaises de 1893 ont eu lieu le 20 août et le 3 septembre 1893.
|                  | Jules Desjardins* | Rallié         | 8 709  | 76,73  |  |  |
|                  | M. Dusanter       | Socialiste     | 861    | 7,59   |  |  |
|                  |                   | Divers         | 1 780  | 15,68  |  |  |
|                  |                   |                |        |        |  |  |
| Inscrits         | Inscrits          | Inscrits       | 17 236 | 100,00 |  |  |
| Abstentions      | Abstentions       | Abstentions    | 5 839  | 33,88  |  |  |
| Votants          | Votants           | Votants        | 11 397 | 66,12  |  |  |
| Blancs et nuls   | Blancs et nuls    | Blancs et nuls | 47     | 0,41   |  |  |
| Exprimés         | Exprimés          | Exprimés       | 11 350 | 99,59  |  |  |
| * député sortant |                   |                |        |        |  |  |

### Élections de 1898
Les élections législatives françaises de 1898 ont eu lieu les 8 et 29 mai 1898.
|                  | Jules Desjardins* | Rallié         | 8 106  | 52,53  |  |  |
|                  | M. Garbe          | Socialiste     | 6 188  | 40,10  |  |  |
|                  | Edgar Vatin       | Républicain    | 1 138  | 7,37   |  |  |
|                  |                   |                |        |        |  |  |
| Inscrits         | Inscrits          | Inscrits       | 18 714 | 100,00 |  |  |
| Abstentions      | Abstentions       | Abstentions    | 2 987  | 15,96  |  |  |
| Votants          | Votants           | Votants        | 15 727 | 84,04  |  |  |
| Blancs et nuls   | Blancs et nuls    | Blancs et nuls | 295    | 1,88   |  |  |
| Exprimés         | Exprimés          | Exprimés       | 15 432 | 98,12  |  |  |
| * député sortant |                   |                |        |        |  |  |

### Élections de 1902
Les élections législatives françaises de 1902 ont eu lieu le 27 avril et le 11 mai 1902.
|                  | Jules Desjardins* | ALP            | 8 753  | 55,18  |  |  |
|                  | Louis Ringuier    | PSF            | 4 641  | 29,26  |  |  |
|                  | Hector Depasse    | Rép. prog.     | 2 199  | 13,86  |  |  |
|                  | M. Testart        | Divers         | 269    | 1,70   |  |  |
|                  |                   |                |        |        |  |  |
| Inscrits         | Inscrits          | Inscrits       | 18 771 | 100,00 |  |  |
| Abstentions      | Abstentions       | Abstentions    | 2 665  | 9,94   |  |  |
| Votants          | Votants           | Votants        | 16 106 | 89,06  |  |  |
| Blancs et nuls   | Blancs et nuls    | Blancs et nuls | 244    | 6,18   |  |  |
| Exprimés         | Exprimés          | Exprimés       | 15 862 | 93,82  |  |  |
| * député sortant |                   |                |        |        |  |  |

### Élections de 1906
Les élections législatives françaises de 1906 ont eu lieu les 6 et 20 mai 1906.
|                  | Jules Desjardins* | ALP            | 8 585  | 56,01  |  |  |
|                  | M. Devraigne      | SFIO           | 6 743  | 43,99  |  |  |
|                  |                   |                |        |        |  |  |
| Inscrits         | Inscrits          | Inscrits       | 18 771 | 100,00 |  |  |
| Abstentions      | Abstentions       | Abstentions    | 3 040  | 16,20  |  |  |
| Votants          | Votants           | Votants        | 15 731 | 83,80  |  |  |
| Blancs et nuls   | Blancs et nuls    | Blancs et nuls | 403    | 2,56   |  |  |
| Exprimés         | Exprimés          | Exprimés       | 15 328 | 97,44  |  |  |
| * député sortant |                   |                |        |        |  |  |

### Élections de 1910
Les élections législatives françaises de 1910 ont eu lieu le 24 avril et le 8 mai 1910.
| Candidat         | Candidat          | Parti          | Premier tour | Premier tour | Second tour | Second tour |
| Candidat         | Candidat          | Parti          | Voix         | %            | Voix        | %           |
| ---------------- | ----------------- | -------------- | ------------ | ------------ | ----------- | ----------- |
|                  | Jules Desjardins* | ALP            | 6 362        | 41,67        | 7 704       | 50,82       |
|                  | M. Devraigne      | SFIO           | 4 381        | 28,70        | 7 118       | 49,18       |
|                  | Edgar Dhéry       | PRRRS          | 3 814        | 24,98        | Retrait     | Retrait     |
|                  | M. Brisse         | Rad. indep.    | 640          | 4,19         |             |             |
|                  |                   | Divers         | 69           | 0,45         |             |             |
|                  |                   |                |              |              |             |             |
| Inscrits         | Inscrits          | Inscrits       | 17 976       | 100,00       | 17 872      | 100,00      |
| Abstentions      | Abstentions       | Abstentions    | 2 472        | 13,75        | 2 563       | 14,34       |
| Votants          | Votants           | Votants        | 15 504       | 86,25        | 15 309      | 85,66       |
| Blancs et nuls   | Blancs et nuls    | Blancs et nuls | 238          | 1,54         | 353         | 2,31        |
| Exprimés         | Exprimés          | Exprimés       | 15 266       | 98,46        | 14 956      | 97,69       |
| * député sortant |                   |                |              |              |             |             |

### Élections de 1914
Les élections législatives françaises de 1914 ont eu lieu le 26 avril et le 10 mai 1914.
| Candidat       | Candidat          | Parti          | Premier tour | Premier tour | Second tour | Second tour |
| Candidat       | Candidat          | Parti          | Voix         | %            | Voix        | %           |
| -------------- | ----------------- | -------------- | ------------ | ------------ | ----------- | ----------- |
|                | Jules Desjardins* | ALP            | 6 238        | 42,76        | 7 118       | 47,95       |
|                | Olivier Deguise   | SFIO           | 4 994        | 34,23        | 7 704       | 51,90       |
|                | Edgar Dhéry       | PRRRS          | 3 357        | 23,01        | 23          | 0,15        |
|                |                   | Divers         | 1            | 0,01         |             |             |
|                |                   |                |              |              |             |             |
| Inscrits       | Inscrits          | Inscrits       | 17 427       | 100,00       | 17 313      | 100,00      |
| Abstentions    | Abstentions       | Abstentions    | 2 613        | 15,00        | 2 241       | 12,94       |
| Votants        | Votants           | Votants        | 14 814       | 85,00        | 15 072      | 87,06       |
| Blancs et nuls | Blancs et nuls    | Blancs et nuls | 224          | 1,51         | 227         | 1,51        |
| Exprimés       | Exprimés          | Exprimés       | 14 590       | 98,49        | 14 845      | 98,49       |